# Empress of Mars
Empress of Mars (traducido literalmente como La Emperatriz de Marte) es el noveno episodio de la décima temporada de la serie británica de ciencia ficción Doctor Who. Está escrito por Mark Gatiss y fue transmitido el 10 de junio de 2017, por el canal BBC One. "La Emperatriz de Marte" recibió críticas mixtas por parte de los críticos de televisión.
El Doctor (Peter Capaldi), Nardole (Matt Lucas) y Bill (Pearl Mackie) viajan a Marte para investigar un mensaje descubirerto en su superficie, pero al llegar, se encuentran en medio de un conflicto entre Guerreros de Hielo y soldados victorianos. El episodio marca el regreso de los Guerreros de Hielo, vistos por última vez en "Guerra Fría", el noveno episodio de la séptima temporada que también fue escrito por Gatiss.

## Argumento
En el presente, la NASA encuentra las palabras "Dios salve a la Reina" escritas con rocas enterradas bajo la capa de hielo de Marte. Siendo testigos de este hallazgo, el Doctor (Peter Capaldi), Bill (Pearl Mackie) y Nardole (Matt Lucas) viajan atrás en el tiempo a Marte en 1881 para investigar y descubrir que el planeta está ocupado por soldados británicos victorianos. Nardole vuelve a la TARDIS, pero esta despega por razones inexplicables, volviendo a la universidad en la actualidad. Allí, Nardole le pide ayuda a Missy (Michelle Gomez).
Los soldados encontraron al Guerrero de Hielo y decidieron ayudarlo a volver a su planeta. El capitán Catchlove (Ferdinand Kingsley) dijo que rescataron a "Viernes" (Richard Ashton), nombre que pusieron al marciano como un homenaje al náufrago Robinson Crusoe, de su nave espacial estrellada mientras patrullaban en Sudáfrica. A cambio, Viernes permitió a los soldados usar la tecnología de su especie para viajar a Marte, y establecer una pequeña atmósfera transpirable dentro de una caverna y minar el planeta. El Doctor conjetura que Viernes los está usando para acceder a su colmena. Pronto desenterraron la tumba de la Emperatriz de Hielo. A pesar de la orden del Coronel Godsacre (Anthony Calf) de no acercarse a ella, un guardia, sin querer, despierta a la Reina de Hielo, Iraxxa (Adele Lynch).
El despertar de Iraxxa conduce a una confrontación con los invasores humanos. Viernes le dice a Iraxxa que han dorido durante 5.000 años, y la superficie de Marte es inhabitable; El Doctor le pide a Iraxxa que muestre misericordia y colabore de los humanos. Despachando al Doctor y a los soldados, le pregunta a Bill por su opinión, como una compañera mujer. Decide ceder basándose en las palabras de Bill, pero entonces un soldado dispara de repente su rifle, y el disparo va a dar al casco de Iraxxa. Provocada, devuelve el disparo. Catchlove toma el mando, atrapa a Iraxxa y Viernes dentro de la tumba, y encierra al Doctor, Bill y Godsacre. Dentro de la tumba, Iraxxa comienza a despertar a más Guerreros de Hielo.
Cuando los Guerreros de Hielo comienzan su ataque, Viernes se alía con el Doctor y Bill y ayuda al Doctor a controlar el dispositivo minero. El Doctor amenaza con usarlo para enterrarlos bajo la capa de hielo. Catchlove sostiene a Iraxxa a punta de cuchillo e intenta obligarla a ayudarle a pilotar una nave espacial de regreso a la Tierra. Godsacre logra sorprender a Catchlove y lo mata, luego le pide a Iraxxa que lo mate. Iraxxa se niega al reconocer su honor y lealtad a los suyos, y promete detener el ataque a cambio de que Godsacre jure lealtad y su una a los Guerreros de Hielo. El Doctor se pone en contacto con Alpha Centauri para ayudar a los Guerreros del Hielo.
El Doctor y Bill ayudan a Godsacre a dejar el mensaje que la NASA descubrirá. Nardole vuelve a aparecer con la TARDIS, con Missy pilotando la nave, expresando su preocupación por el bienestar del Doctor.

### Continuidad
- El destornillador sónico del doctor dice que todavía "no tiene ajuste para la madera", un defecto mencionado por primera vez en "Silencio en la biblioteca".

- El retrato de la reina Victoria tiene el mismo aspecto que Pauline Collins, quien interpretó el papel en "Dientes y garras".[1]

- Cronológicamente, el episodio establece una conexión con los acontecimientos del serial del Tercer Doctor "La maldición de Peladon", mostrando que el Doctor presenta a los Guerreros de Hielo a Alpha Centauri, un representante de la Federación Galáctica, al que los Guerreros de Hielo se unieron en ese serial.[2]